# Halina Guła-Kubiszewska
Halina Aleksandra Guła-Kubiszewska – polska specjalistka w zakresie metodyki i dydaktyki wychowania fizycznego, dr hab. nauk o kulturze fizycznej, profesor nadzwyczajny Instytutu Edukacji Szkolnej Wydziału Wychowania Fizycznego Akademii Wychowania Fizycznego we Wrocławiu i Katedry Sportu i Promocji Zdrowia Wydziału Lekarskiego i Nauk o Zdrowiu Uniwersytetu Zielonogórskiego.

## Życiorys
4 lipca 1995 obroniła pracę doktorską Wyobrażenia motoryczne jako podstawa programowania wewnętrznego w realizacji zadań ruchowych, 29 czerwca 2008 habilitowała się na podstawie pracy zatytułowanej Efekty dydaktyczne samoregulowanego uczenia się motorycznego. Otrzymała nominację profesorską.
Objęła funkcję profesora nadzwyczajnego w Katedrze Sportu i Promocji Zdrowia na Wydziale Lekarskim i Nauk o Zdrowiu Uniwersytetu Zielonogórskiego, oraz w Instytucie Edukacji Szkolnej na Wydziale Wychowania Fizycznego Akademii Wychowania Fizycznego we Wrocławiu.